# Insurrezione nel regno delle Due Sicilie del 1847

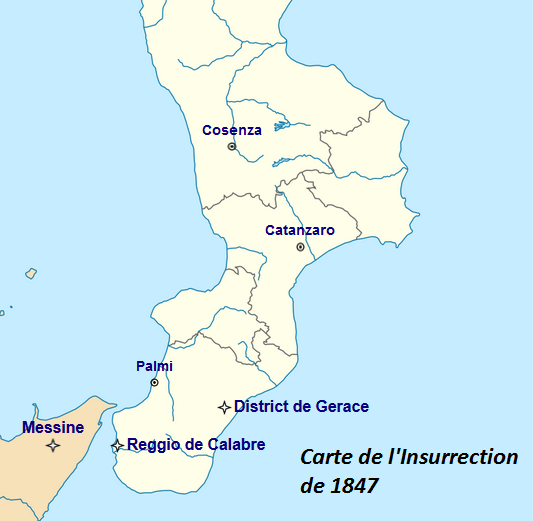
Mappa dell'Italia meridionale con le città di Messina, Reggio Calabria e Gerace e le città più a nord che i ribelli cercavano di coinvolgere.

L'insurrezione nel regno delle Due Sicilie del 1847 è una serie di tre rivolte che ebbero luogo nel settembre del 1847 nel Regno delle Due Sicilie. L'obbiettivo era l'unificazione dell'Italia e l'instaurazione o di una monarchia costituzionale o di una repubblica. L'insurrezione è spesso considerata come la continuazione della rivoluzione napoletana del 1820 e allo stesso tempo come l'anticipazione della Rivoluzione siciliana del 1848 e della Primavera dei popoli.

## Le tre rivolte
La pianificazione delle rivolte del 1847 ebbe inizio nel 1843 all'interno di una rete di comitati liberali e carbonari che si riunivano segretamente a Napoli, all'epoca capitale del regno. Uno dei leader di questi comitati fu il poeta e attivista Carlo Poerio. L'insurrezione, inizialmente pianificata per la fine del 1844, fu rinviata a causa dell'inaspettato fallimento del tentativo dei fratelli Bandiera di impadronirsi della Calabria.
Alla fine, dopo lunghe trattative e la raccolta di armi, si decise che si sarebbero svolte tre rivolte contemporanee: una in Sicilia (più precisamente a Messina), e due nella parte meridionale della Calabria: a Reggio Calabria e nel Distretto di Gerace.
Il piano prevedeva che poi i ribelli si sarebbero spostati verso nord per liberare Palmi, Catanzaro, Cosenza e infine Napoli.
La rivolta di Messina fu la prima, il 1° settembre 1847. Tuttavia, fu repressa lo stesso giorno dalle autorità militari locali, e la maggior parte dei capi della rivolta, tra cui lo storico Carlo Gemelli, rifuggiarono a Malta.
La rivolta continuò nei giorni successivi nei vicini villaggi rurali delle montagne, come a Novara di Sicilia, anche se senza molto successo.
Il 2 settembre scoppiarono le rivolte programmate a Reggio Calabria e nel Distretto di Gerace. La rivolta reggina ebbe inizio nel villaggio di Santo Stefano in Aspromonte, da cui 500 uomini guidati da Domenico Romeo (1796–1847) marciarono sulla città di Reggio Calabria.
Il 3 settembre i ribelli presero il Castello aragonese e il carcere di San Francesco e istituirono una 'giunta insurrezionale'.
Venuto a conoscenza dell'insurrezione, il re Ferdinando II delle Due Sicilie inviò due navi da guerra che giunsero a Reggio il giorno 4 e iniziarono a bombardare la città.
Le autorità reagirono duramente: quattro capi della rivolta vennero fucilati, mentre Domenico Romeo venne catturato e poi decapitato.
La rivolta nel Distretto di Gerace, iniziata contemporaneamente a quella di Reggio, durò fino al 6 settembre e i principali capi vennero catturati solo il 15. Partendo dai villaggi di Sant'Agata del Bianco e Bianco, gli insorti marciarono poi su Caraffa del Bianco, Bovalino, Ardore, Siderno, Gioiosa Ionica e Roccella Ionica, coprendo una distanza di oltre 45 chilometri.
In ciascuna di queste città proclamarono l'abrogazione delle tasse sulle importazioni e sulle esportazioni e la riduzione alla metà del costo del sale e del tabacco.
Catturarono anche l'intendente del distretto di Gerace, Antonio Bonafede, noto reazionario.
Tuttavia, il 6 settembre — a causa dell'arrivo di una nave da guerra e della notizia dell'imminente arrivo delle truppe militari regie guidate dal generale Ferdinando Nunziante (1801 † 1851) — gli insorti si sciolsero e i capi della rivolta fuggirono verso nord, sulle montagne, nascondendosi in una grotta nella valle di Caulonia. Il 15 settembre un contadino locale di nome Nicola Ciccarello informò le autorità del nascondiglio degli insorti, consentendo la loro cattura.
I cinque principali capi della rivolta di Gerace - Rocco Verduci, Michele Bello, Pietro Mazzoni, Gaetano Ruffo e Domenico Salvadori - furono arrestati e dopo un processo furono giustiziati a Gerace il 2 ottobre 1847. Sono oggi ricordati come i Cinque martiri di Gerace.

### Fonti primarie
- Antonio Bonafede, memoria Avvenimenti dei fratelli Bandiera e di M. Bello, Napoli 1848 (documento conservato nella Biblioteca civica di Cosenza).
- Primicerio Antonio Oppedisano, I moti rivoluzionari in Calabria del 1847.
- Domenico Antonio Grillo, Memorie storiche sugli avvenimenti politici avvenuti nel Distretto di Geraci nel settembre dell'anno 1847, a cura di Domenico Romeo, AGE, Ardore, 1999.

### Fonti secondarie
- Vincenzo Cataldo, Cospirazioni, Economia e Società nel Distretto di Gerace dal 1847 all'Unità d'Italia, 2000.
- Fava Francesco Fava, Il moto calabrese del 1847, Messina, F. Nicastro, 1906.
- Vittorio Visalli, Lotta e martirio del popolo calabrese (1847-1848), Catanzaro, Guido Mauro, 1928.
- Anna Lozza, I moti del '47 a Reggio e nella Locride, AGE, Ardore, 1992.